# Sollefteå
Sollefteå – szwedzkie miasto w regionie Västernorrland, na terenie historycznej prowincji Ångermanland.
Według danych z 31 grudnia 2005 miasto zamieszkiwane było przez 8530 osób. Powierzchnia miasta wynosi 9,41 km².
W mieście znajduje się kompleks skoczni narciarskich Hallstabacken  zbudowany w 1934. Odbyły się wówczas Mistrzostwa Świata w Narciarstwie Klasycznym 1934. W 2003 roku odbyły się tu Mistrzostwa Świata Juniorów w Narciarstwie Klasycznym.
Z Sollefteå pochodzi Frida Karlsson, szwedzka biegaczka narciarska, multimedalistka mistrzostw świata.